# براتیچی
براتیچی (به صربی: Bratići) یک منطقهٔ مسکونی در صربستان است که در الکساندراواک واقع شده‌است. براتیچی ۱۲۰ نفر جمعیت دارد.